# Planet Dune
Pour les articles homonymes, voir Dune (homonymie).
Pour plus de détails, voir Fiche technique et Distribution.
Planet Dune est un film de science-fiction américain réalisé par Glenn Campbell (de) et Tammy Klein (de), sorti le 24 septembre 2021. Il met en vedettes dans les rôles principaux Sean Young, Emily Killian et Tammy Klein. L’intrigue principale du film se déroule sur la planète désertique Dune inventée par Frank Herbert. En Allemagne, il a été mis en vente le 29 octobre 2021.

## Synopsis
Une équipe de secours est déployée sur la planète désertique Dune pour évacuer l’équipage d’une mission de reconnaissance bloquée là-bas. Avec les deux survivants de l’équipe d’exploration, ils doivent se défendre contre les vers de sable géants, qui se nourrissent du fer des navires et de l’hémoglobine (contenant du fer) contenue dans le sang humain.

## Distribution
- Sean Young : Chase
- Emily Killian : Astrid
- Tammy Klein : A.I.
- Sienna Farall : Marilyn[1]
- Anna Telfer : Ronnie
- Cherish Michael : Rebecca
- Manny Zaldivar : Brad
- Ramiro Leal : Harley
- Clark Moore : Hawkins
- Mo Smead : Dave
- Grant Terzakis : Bryant
- Anton Kas : Vasily
- Sharon Desiree : Contrôle de la Force spatiale
- Christopher William Johnson : Officier de la station spatiale
- Stephen Brewer : Officier de la station spatiale
- Michael Yale : Officier de la station spatiale
- Audrey Latt : Officier de la station spatiale
- Scot Derwingson-Peacock : Contrôle de la Force spatiale (voix)[3]

## Production
Le film, réalisé par Atomic Blonde Entertainment, a été distribué par la société de production The Asylum, connue pour ses mockbusters de grandes productions hollywoodiennes. Avec ce film, dont l’intrigue n’a par ailleurs aucun lien avec le roman de Frank Herbert, The Asylum a tenté de participer à la vague de succès de Dune, car Planet Dune est sorti aux États-Unis en même temps.
L’actrice Sean Young a déjà joué le rôle de Chani dans l’adaptation cinématographique de Dune en 1984,.

### Tournage
Le tournage a eu lieu aux Laurel Canyon Studios, à Los Angeles, en Californie, aux États-Unis.

## Accueil

### Réception critique
Planet Dune a été reçu principalement de façon négative par les critiques. Il a obtenu 1,7 points sur 10 dans plus de 260 avis d’utilisateurs sur IMDb. Selon Daniel Fabien de Filmstarts : « La plupart des fans de Dune ne l’apprécieront probablement pas trop – et à la fin, ils s’assiéront probablement en secouant la tête devant la télévision. Sur le portail du film Moviepilot, onze utilisateurs ont évalué ce film comme « ennuyeux » et lui ont donné 2,2 points sur 10.
Planet Dune recueille un score d’audience de 50% sur Rotten Tomatoes.